# San Gregório Atzompa
San Gregório Atzompa är en kommunhuvudort i Mexiko.   Den ligger i kommunen San Gregorio Atzompa och delstaten Puebla, i den sydöstra delen av landet, 90 km sydost om huvudstaden Mexico City. San Gregório Atzompa ligger 2 149 meter över havet och antalet invånare är 4 176.
Terrängen runt San Gregório Atzompa är platt åt nordost, men åt sydväst är den kuperad. Runt San Gregório Atzompa är det tätbefolkat, med 683 invånare per kvadratkilometer. Närmaste större samhälle är Puebla de Zaragoza, 15,2 km öster om San Gregório Atzompa. Trakten runt San Gregório Atzompa består till största delen av jordbruksmark.